# Kraß, Šmohor - Preseško jezero
Kraß je naselje občine Šmohor - Preseško jezero v okraju Šmohor na Koroškem v Avstriji.